# Magistratura curul
Una magistratura curul era, a l'antiga Roma, la que permetia als magistrats seure en una cadira especial anomenada cadira curul (sella curulis), cadira que acompanyava el magistrat.
Eren magistrats curuls durant la república els cònsols, pretors, censors i edils curuls, Aquestes magistratures s'anomenaven curuls per aquesta causa, i es consideraven per damunt de les altres magistratures). També hi tenien dret el dictador, el magister equitum (magistrats extraordinaris) i el flamen dialis (sacerdot). Ja durant l'Imperi hi tenia dret l'emperador, els augustals, i segurament el prefecte urbà. La Lex Ovinia del segle v aC va reconèixer el dret a ser senador als que havien exercit una magistratura curul.
Des de l'any 342 aC (412 de la fundació de Roma) es va prohibir la reunió en una mateixa persona de diversos càrrecs curuls i el desenvolupament de la mateixa magistratura abans de deu anys d'haver-la desenvolupat per primera vegada, segons la llei Genutia de magistratibus. La censura (que de fet havia passat a ser la magistratura principal, encara que no era la més important de dret) no podia ocupar-se dues vegades, segons la Lex Martia de magistratibus. Encara que aquestes disposicions van ser infringides en alguna ocasió, en general es van respectar.
Els tribuns de la plebs, que quan es va crear el càrrec no eren magistrats curuls, van tenir aquesta consideració des de poc després de la seva creació. Més tard van obtenir el dret d'assistir a les reunions del Senat sense vot i, posteriorment, el dret de convocar-lo i presentar mocions i fer votar senatusconsultum, segons la llei Atinia de tribunis.